# Barbecuemoorden
De barbecuemoorden is de bijnaam van een geruchtmakende liquidatie van twee Joegoslaven: de 22-jarige Salim Hadziselimovic en de 19-jarige Djordje Ilic, ook wel bekend als Sjors en Jimmy.
Deze twee zijn op 31 maart 1993 in Ouderkerk aan de Amstel vermoord en vervolgens met auto en al in brand gestoken. Onderzoek naar deze zaak liep snel vast.

## Ontwikkelingen
In 1997 zijn er ontwikkelingen: bij de politie wordt een verklaring afgelegd van iemand die gehoord zou hebben dat Mohammed Rasnabe en Raymond Verbaan deze moord gepleegd zouden hebben. Uit onderzoek bleek dat de twee slachtoffers enige tijd ingewoond hadden bij Verbaan en zijn zus Estrelle en dat Rasnabe enige tijd een relatie heeft gehad met Estrelle. Maar verder bewijs ontbrak en het onderzoek liep weer vast, totdat in 2006 Peter La Serpe bij Justitie aanklopte op zoek naar bescherming.
In ruil voor strafvermindering bood La Serpe aan om verklaringen af te leggen over een groot aantal liquidaties in de Amsterdamse onderwereld (inclusief zijn eigen rol daarin) in ruil voor strafvermindering en opname in het getuigen-beschermingsprogramma. Dit leidde tot het proces Passage waar deze moorden mede onderwerp van werden. Ook La Serpe wees Verbaan en Rasnabe aan als de personen achter de Barbecuemoorden.

## Proces
Tijdens het proces bekende Raymond Verbaan dat hij betrokken was en nam hij alle schuld op zich. Vanwege de ziekte van Huntington is Verbaan detentie-ongeschikt omdat hij permanent intensieve verpleging nodig heeft. Justitie geloofde niet dat Verbaan de moorden alleen gepleegd heeft en vervolgde ook Rasnabe daarvoor - die overigens ontkent. Deze laatstgenoemde is op 29 januari 2013 veroordeeld tot een levenslange gevangenisstraf voor zijn betrokkenheid bij andere moordzaken dan deze in het proces Passage. Ook in hoger beroep werd hij veroordeeld tot levenslang.